# Roy Cochran
LeRoy Braxton („Roy”) Cochran (ur. 6 stycznia 1919 w Richton, w stanie Missisipi, zm. 26 września 1981 w Gig Harbor, w stanie Waszyngton) – amerykański lekkoatleta płotkarz i sprinter, dwukrotny mistrz olimpijski.
Pochodził z usportowionej rodziny. Jego brat Commodore Cochran był mistrzem igrzysk olimpijskich w 1924 w Paryżu w sztafecie 4 × 400 metrów, a później trenerem Roya.
Roy Cochran studiował na Indiana University w Bloomington. Zdobył mistrzostwo Stanów Zjednoczonych (AAU) w biegu na 400 metrów przez płotki w 1939. Miał wziąć udział w igrzyskach olimpijskich w 1940, które zostały odwołane. W 1942 ustanowił rekord świata w biegu na 440 jardów przez płotki, a także halowe rekordy świata w biegach na 400 metrów i 440 jardów.
Od 1942 służył w Marynarce Wojennej na Pacyfiku w stopniu porucznika. Po zakończeniu służby w 1946 podjął studia z fizjologii na University of Southern California. W tym samym roku był 3. w mistrzostwach USA na 400 m (z rekordem życiowym 46,7 s), w 1947 zajął 2. miejsce na 400 m ppł, a w 1948 zdobył po raz drugi mistrzostwo USA na tym dystansie.
Na igrzyskach olimpijskich w 1948 w Londynie Cochran zdobył złote medale w biegu na 400 metrów przez płotki (z rekordem olimpijskim 51,1 s) oraz w sztafecie 4 × 400 metrów (biegła w składzie Arthur Harnden, Clifford Bourland, Cochran i Mal Whitfield).